# Storforsselet
Storforsselet är en sjö i Bodens kommun i Norrbotten och ingår i Råneälvens huvudavrinningsområde. Sjön har en area på 0,165 kvadratkilometer och ligger 47,2 meter över havet. Storforsselet ligger i Råneälven Natura 2000-område. Sjön avvattnas av vattendraget Rörån (Livasälven).

## Delavrinningsområde
Storforsselet ingår i det delavrinningsområde (734954-177138) som SMHI kallar för Mynnar i Överstbyträsket. Medelhöjden är 84 meter över havet och ytan är 36,67 kvadratkilometer. Räknas de 69 avrinningsområdena uppströms in blir den ackumulerade arean 1 057,17 kvadratkilometer. Rörån (Livasälven) som avvattnar avrinningsområdet har biflödesordning 2, vilket innebär att vattnet flödar genom totalt 2 vattendrag innan det når havet efter 49 kilometer. Avrinningsområdet består mestadels av skog (88 procent). Avrinningsområdet har 0,51 kvadratkilometer vattenytor vilket ger det en sjöprocent på 1,4 procent.